# ジュネーブ天文台
ジュネーブ天文台（フランス語: Observatoire de Genève）はスイスのジュネーヴ近郊にある天文台である。ジュネーヴ大学の施設である。1772年にJacques-André Malletによって、ジュネーヴの市内に設立されたのに始まる。1956年から1992年の間所長を務めたジュネーブ大学の教授、Marcel Golayの時代に1967年ジュネーヴ州とヴォー州の州境のヴェルソワのソーヴェルニー（Sauverny）に移された。

## 歴代所長
- Marcel Golay 1956年- 1992年
- Andre Maeder
- ミシェル・マイヨール
- Gilbert Burki